# Grodzeń
Grodzeń – wieś w Polsce położona w województwie kujawsko-pomorskim, w powiecie lipnowskim, w gminie Kikół.

## Podział administracyjny
W latach 1975–1998 miejscowość administracyjnie należała do województwa włocławskiego.

## Demografia
Według Narodowego Spisu Powszechnego (III 2011 r.) wieś liczyła 227 mieszkańców. Jest czternastą co do wielkości miejscowością gminy Kikół.

## Zabytki
Według rejestru zabytków NID na listę zabytków wpisana jest kaplica, obecnie kościół filialny pw. św. Piotra i Pawła z roku 1778, nr rej.: A/427 z 28.06.1988.